# Нинава
Нинава е една от 18-те области на Ирак. Населението ѝ е 3 729 998 жители (по оценка от юли 2018 г.), а площта 37 323 кв. км. Областен център е град Мосул. Разделена е на 10 окръга.